# Armando Renzi
Armando Renzi (Rome, 22 juillet 1915 - Rome, 5 juin 1985) est un pianiste et compositeur italien.

## Biographie
Il a étudié le piano et la composition au conservatoire de Sainte Cécile à Rome. Neveu de Remigio Renzi organiste à Saint-Pierre pendant presque cinquante ans, il était proche des milieux du Vatican. Entre 1960 et 1979, il a dirigé la Cappella Giulia le chœur prestigieux de la Basilique Saint-Pierre, puis à partir de 1965, il a enseigné l'harmonie, le contrepoint et la composition à l'Institut pontifical de musique sacrée.
Beaucoup de ses compositions sont à citer et parmi celles-ci on peut mentionner l'opéra-oratorio La mort d'Hippolyte (1939), la cantate Vexilla Regis (1941), et d'autres œuvres pour orchestre et musique de chambre

## Source de traduction
- (it) Cet article est partiellement ou en totalité issu de l’article de Wikipédia en italien intitulé « Armando Renzi » (voir la liste des auteurs).